# Goran Paskaljević
Goran Paskaljević, en serbio cirílico: Горан Паскаљевић (Belgrado, 22 de abril de 1947-París, 25 de septiembre de 2020) fue un guionista y director de cine serbio. 

## Biografía
Criado por sus abuelos en Niš por el divorcio de sus padres, regresó a Belgrado cuando tenía catorce años, comenzando a trabajar en el cine de su padrastro.
Graduado en la Escuela de Cine de Praga (FAMU), sus primeros pasos en el mundo de la dirección cinematográfica se toparon con la censura comunista checoslovaca, hasta el punto de que su primera película, Pan Hrstka, fue prohibida. Dirigió asimismo varias películas documentales y dramas de televisión.
Sus largometrajes han participado en festivales de cine como el de Cannes, San Sebastián, la Berlinale o la SEMINCI, siendo el director que mayor número de espigas de oro de este último festival atesora, con un total de tres.
Fue el presidente del jurado en el Festival Internacional de Cine de San Sebastián 2010.

## Premios y distinciones
Festival Internacional de Cine de Venecia
| Año  | Categoría                          | Película        | Resultado |
| ---- | ---------------------------------- | --------------- | --------- |
| 1992 | Premio de la audiencia             | Tango Argentino | Ganador   |
| 1998 | Premio FIPRESCI - Sección paralela | El polvorín     | Ganador   |

Festival Internacional de Cine de San Sebastián
| Año  | Categoría                  | Película                       | Resultado |
| ---- | -------------------------- | ------------------------------ | --------- |
| 1990 | Premio FIPRESCI            | Tiempo de milagros             | Ganador   |
| 2004 | Premio Especial del Jurado | Sueño de una noche de invierno | Ganador   |
| 2004 | Premio SIGNIS              | Sueño de una noche de invierno | Ganador   |